# Гірмантовська сільська рада
Гірмантовська сільська́ ра́да (біл. Гірмантаўскі сельсавет) — колишня адміністративно-територіальна одиниця у складі Барановицького району Берестейської області Білорусі. Адміністративним центром сільської ради було село Гірмантовці.

## Історія
Сільська рада ліквідована рішенням Берестейської обласної ради від 26 червня 2013 року шляхом включення її населених пунктів та земель до складу Городищенської сільської ради.

## Склад ради
Населені пункти, що підпорядковувалися сільській раді станом на 2009 рік:
| Населений пункт | Тип  | Населення, осіб (2009) |
| --------------- | ---- | ---------------------- |
| Богуші          | село | 37                     |
| Гірмантовці     | село | 269                    |
| Жабинці         | село | 19                     |
| Железниця       | село | 20                     |
| Ковші           | село | 7                      |
| Красевичі       | село | 5                      |
| Крепочі         | село | 16                     |
| Лози            | село | 5                      |
| Нагорна         | село | 66                     |
| Нестери         | село | 13                     |
| Новинки         | село | 5                      |
| Огородники      | село | 5                      |
| Селявичі        | село | 10                     |
| Слабожани       | село | 18                     |
| Соколовичі      | село | 13                     |

## Населення
За переписом населення Білорусі 2009 року чисельність населення сільської ради становило 508 осіб.

### Національність
Розподіл населення за рідною національністю за даними перепису 2009 року:
| Національність | Осіб | Відсоток |
| -------------- | ---- | -------- |
| білоруси       | 480  | 94,49 %  |
| росіяни        | 23   | 4,53 %   |
| поляки         | 2    | 0,39 %   |
| українці       | 2    | 0,39 %   |
| татари         | 1    | 0,20 %   |
| Разом          | 508  | 100 %    |